# Kanasín
Kanasín est une ville située au nord-ouest de l'État du Yucatán au Mexique. Elle fait partie de la région métropolitaine de Mérida. En 2020 Kanasín comptait une population d'environ 140 000 habitants.

## Climat
Le climat de Kanasín est tropical. Les températures et les précipitations sont indiquées dans le diagramme suivant :
| Kanasín Climatogramme Haut : Température maximale moyenne (°C) Bas : Précipitations (mm). Total annuel : 1 401 mm.Source : NASA |          |          |          |           |           |           |           |           |           |          |          |
| J | F        | M        | A        | M         | J         | J         | A         | S         | O         | N        | D        |
| 57 26 17 | 24 29 19 | 14 31 20 | 68 34 22 | 130 34 23 | 207 28 22 | 168 27 22 | 198 28 20 | 262 26 21 | 173 26 20 | 66 26 17 | 34 25 17 |